# 두문동재
두문동재(杜門洞峙)는 강원도 태백시와 정선군 고한읍의 경계에 위치한 해발 1,268m의 고개로, 싸리재라고도 하며 국도 제38호선 및 백두대간이 통과한다. 1981년 국도 제38호선 정선-삼척구간 개통 당시에는 2차선의 구불구불한 도로로 그대로 고개를 넘어갔으나, 2001년 11월 1일 두문동재터널이 확장 개통함에 따라 산을 넘어가던 기존 17.37km 길이의 도로는 폐지되었다. 경사는 고개 동쪽이 10%, 서쪽이 15%로 가파르며(고개 밑에서 터널 입구까지의 구간) 근처에 용연동굴, 추전역, 금대봉, 함백산 등이 있다.